# 弗莱希
弗莱希（法語：Fléchy，法語發音：[fleʃi]）是法国瓦兹省的一个市镇，属于克莱蒙区。

## 地理
弗莱希（49°39'33"N, 2°13'55"E）面积4.77 平方千米，位于法国上法蘭西大區瓦兹省，该省份为法国北部内陆省份，北起索姆省，西接厄尔省和滨海塞纳省，南至塞纳-马恩省和瓦兹河谷省，东临埃纳省。
与弗莱希接壤的市镇（或旧市镇、城区）包括：布朗福塞、博讷伊莱索、科尔梅耶、埃凯努瓦、维莱维孔特。

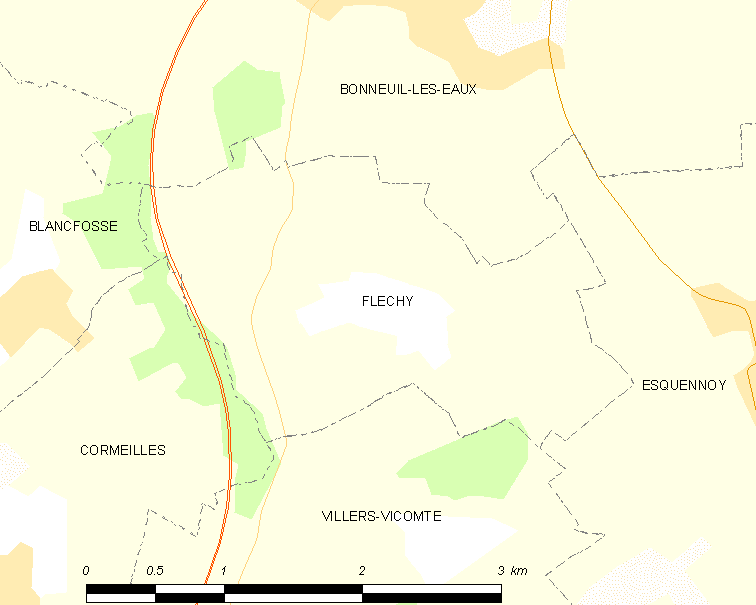
弗莱希的OSM定位图

弗莱希的时区为UTC+01:00、UTC+02:00（夏令时）。

## 行政
弗莱希的邮政编码为60120，INSEE市镇编码为60237。

## 政治
弗莱希所属的省级选区为圣瑞斯特昂绍塞县。

## 人口

1962-2008年间弗莱希人口变化图示

弗莱希于2022年1月1日时的人口数量为87人。